# Xavier Le Roy

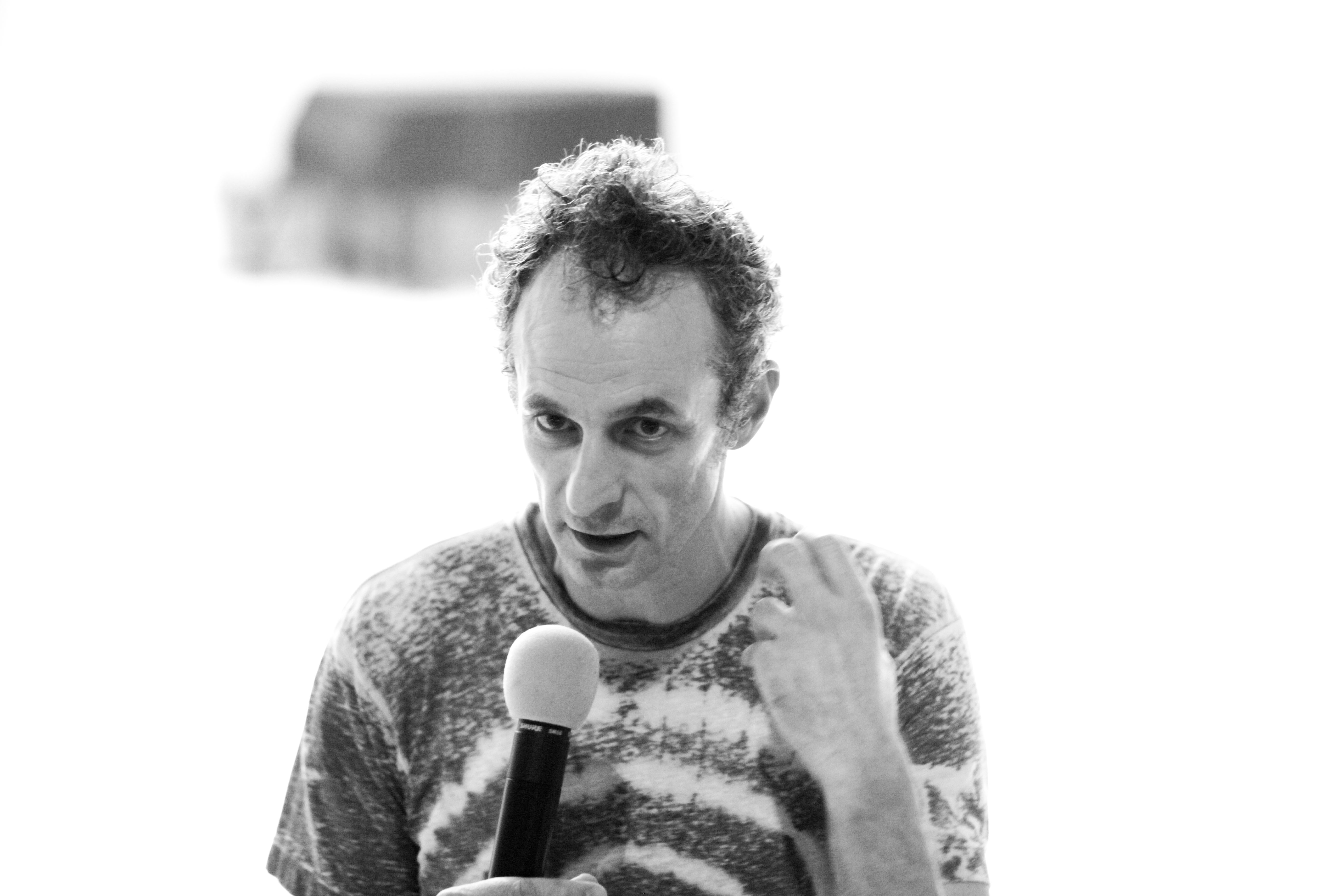
Xavier Le Roy (2010)

Xavier Le Roy (* 1963 in Juvisy-sur-Orge) ist ein französischer Tänzer, Choreograf, Performancekünstler und Hochschullehrer.

## Leben und Werk
Xavier Le Roy absolvierte an der Universität Montpellier ein Studium der Molekularbiologie und wurde anschließend promoviert. Seit 1988 widmet er sich dem Tanz. Von 1991 bis 1995 schloss er sich der Compagnie del' Alambic in Paris an und arbeitet seitdem als Tänzer und Choreograf. Er war mehrfach Artist in Residence. Konzeptuelle Strenge, diskursiver Forschergeist und hintergründiger Humor zeichnen seine Stücke aus.
Seine Soloarbeiten Self Unfinished (1998) und Product of Circumstances (1999) sind seit ihrer Entstehung ununterbrochen auf Tournee. Self Unfinished machte Le Roy international bekannt. Er zeigt Konfigurationen des Körpers, die bis dahin im Tanz nicht zu sehen waren: Eine Versuchsanordnung wie im Labor, in einem weißen Raum mit hellem Neonlicht, in dem sich der Körper des Performers in einem unablässigen Stadium der Metamorphose befindet und Körperbilder generiert, die zuweilen an amphibische Wesen oder Insekten erinnern.
Xavier Le Roy arbeitet mit verschiedenen Tänzern und Choreografen zusammen, unter anderem Alexander Birntraum, Mårten Spångberg, Meg Stuart, Christine De Smedt, David Hernandez, Yvonne Rainer und Bojana Cvéjic. 2015 führte er zusammen mit Scarlet Yu (* 1978, Hongkong) das Stück Excerpts of Low Pieces and Title in Process auf der Biennale di Venezia auf.
Seit Mai 2018 ist Le Roy Nachfolger von Heiner Goebbels als Professor für Angewandte Theaterwissenschaft mit dem Schwerpunkt Praxis der performativen Künste an der Justus-Liebig-Universität Gießen.